# Nitro (cómic)
Nitro (Robert Hunter) es un personaje ficticio, un supervillano que aparece en los cómics estadounidenses publicados por Marvel Comics. Apareció por primera vez en 1974.
Nitro es conocido por participar en la muerte de Mar-Vell y ser parte de la tragedia de Stamford, Connecticut, que comenzó el evento crossover Civil War.

## Historial de publicación
Nitro apareció por primera vez en Captain Marvel # 34 (septiembre de 1974) y fue creado por Jim Starlin y Steve Englehart.

## Historia
Robert Hunter nació en Scranton, Pensilvania. Era un ingeniero eléctrico. Debido a la alteración genética que Kree de la Legión Lunar le llevó a cabo, Robert adquirió la capacidad de explotar y reformarse a voluntad y se convirtió en un criminal profesional. Algún tiempo después, expuso al Capitán Marvel a un gas nervioso cancerígeno; este encuentro finalmente causó el cáncer fatal del Capitán Marvel. Desde entonces, se ha enfrentado con los superhumanos de la Tierra, que han encontrado formas creativas de derrotarlo, incluso usando la «fraccionamiento (separación) de su masa explotada» contra él (esencialmente, si no puede reformarse después de una explosión, no puede explotar de nuevo).
Nitro más tarde luchó y fue derrotado por Omega El Desconocido. Más tarde escapó del Proyecto Pegaso, y luego luchó y fue derrotado por Spider-Man. Nitro fue liberado más tarde de su contenedor de contención por el Buitre en Albany, Nueva York. Luchó contra Skids de los Nuevos Mutantes y no pudo volver a formar su cuerpo dentro del campo de fuerza de Skids. Luego fue reclutado por Thanos para servirlo en una misión junto con varios otros supervillanos, incluyendo a Rhino, Super-Skrull y Hombre de Titanio. Cuando la misión terminó con Silver Surfer rescatando a los villanos de la Tierra, Nitro decidió tomar una nave espacial y explorar el espacio.
Mucho más tarde, cuando Kingpin estaba planeando su regreso al inframundo de Nueva York, contrató a Nitro como uno de los muchos asesinos para lanzar un ataque simultáneo cuidadosamente planeado contra varios jefes del crimen de Nueva York, incluyendo a Don Fortunato, Hammerhead, Caesar Cicero, Silvermane, y muchos otros; El objetivo de Nitro era Norman Osborn, quien salió relativamente ileso.
Una de esas apariciones en las que un enemigo se aprovechó de sus limitaciones fue en Iron Man vol. 3 # 15, donde fue contratado para matar a Tony Stark. Se produjo una pelea entre Nitro y Iron Man. Iron Man, cuyos sensores y equipo de telecomunicaciones se habían actualizado recientemente, notó que cada vez que explotaba, su cuerpo emitía un pulso de alta frecuencia. Experimentando, Iron Man duplicó el pulso, haciendo que Nitro explotara. Después de que explotó varias veces en un minuto, se desmayó de agotamiento (presumiblemente, se necesita energía para explotar, y solo podía ahorrar mucho antes de desmayarse). Iron Man luego lo entregó a S.H.I.E.L.D., junto con una recomendación sobre la construcción de un arnés nulo. Fue enviado a prisión.
En otra ocasión, cuando el abogado de Nitro lo liberó de su cautiverio, el villano se escapó de inmediato, intentando robar dinero de un banco para viajar a San Francisco y matar al Capitán Marvel. Se opuso a Spider-Man, quien derrotó a Nitro envolviendo un barril de gas lacrimógeno en su cuerpo justo antes de que explotara. Cuando Nitro se reformó, el gas lacrimógeno se evaporó repentinamente y se mezcló con sus propias moléculas, dejándolo violentamente enfermo e incapaz de defenderse. Nuevamente, Nitro fue arrestado y enviado a la cárcel.
Más tarde, Nitro es contratado como asesino a sueldo para matar a Matt Murdock. Casi lo consigue, matando a varias personas inocentes. Daredevil y la policía trabajan juntos para capturarlo.
Al principio de la historia Civil War, los Nuevos Guerreros realizaron una incursión grabada en video de una casa que contenía al Hombre de Cobalto, Speedfreek, Coldheart y Nitro, quienes habían escapado recientemente de la prisión durante el Incidente de la Isla Ryker. Los Nuevos Guerreros atacaron a cada villano, con Namorita (la prima de Sub-Marinero) persiguiendo a Nitro. Al estrellarlo contra un autobús escolar, Namorita se burló de Nitro, quien luego citó: «Oh, bebé, ¿ni siquiera lo sabes? Estás jugando con los grandes». Nitro entonces explota causando una explosión masiva. Esta explosión mató a Namorita, Night Thrasher, Microbio, y los supervillanos con los que estuvo durante la redada junto con sesenta niños en la escuela primaria cercana y unas 600 personas en el vecindario circundante en Stamford, Connecticut, donde tuvo lugar la pelea.
Nitro se escapó en la parte trasera de una camioneta y Wolverine pronto comenzó a cazarlo. Finalmente, Wolverine y un grupo de agentes de S.H.I.E.L.D. se encontraron con Nitro. Los agentes perecieron en la batalla. Agentes atlantes aparecen y capturan a Nitro para Namor y Wolverine los sigue a Nueva Pangea en una armadura de Iron Man para encontrar que Nitro ha matado a sus interrogadores en un intento de escapar. Wolverine captura a Nitro y le corta el brazo antes de dejar a Nitro prisionero de Atlantis.
Namor usó a Nitro en la destrucción de Nueva Pangea después de mudar su civilización a Latveria, una nación gobernada por el Doctor Doom. Nitro estuvo preso en Latveria hasta que Penance lo trajo de regreso a América luego de obligarlo a sufrir por la explosión de Stamford, dejándolo en estado crítico y cerca de la muerte.
Más tarde, Nitro apareció como miembro del sindicato del crimen de Capucha cuando le robaron un tesoro a un diplomático árabe y luego celebró una fiesta de celebración donde Capucha les muestra cómo él es el líder y la forma en que delega el trabajo.
Nitro apareció más tarde en una fiesta en Madripoor que estaba a cargo de Sabretooth.
Nitro estaba entre los villanos que lucharon contra Spider-Man en un submarino.
Durante la historia de Avengers: Standoff!, Nitro era un recluso de Pleasant Hill, una comunidad cerrada establecida por S.H.I.E.L.D.
Durante la parte de «Apertura de Salvo» de la historia de Imperio Secreto, Nitro es reclutado por el Barón Helmut Zemo para unirse al Ejército del Mal. Nitro está entre los villanos en un alboroto después de lo que cayó en Pleasant Hill. Durante su lucha con los Defensores, Nitro los derrotó explotando.

## Poderes y habilidades
Como resultado de la reingeniería genética Kree, Nitro puede transformar su cuerpo en un estado gaseoso y explotar con una fuerza máxima equivalente a 350 lb (160 kg) de TNT, que sin embargo se puede multiplicar bajo la influencia de Hormona de Crecimiento Mutante y reconstituir él mismo. También puede explotar partes discretas de su cuerpo; por ejemplo, puede canalizar su poder explosivo hacia sus manos en el acto de punzonar, lo que proporciona una gran fuerza de impacto igual a 10 lb (4.5 kg) de TNT. Puede usar su poder sobrehumano para explotar en una dirección particular, reensamblarse cuando sus partículas pierden impulso y repitiendo el proceso según sea necesario. Mientras se encuentra en su estado gaseoso, no puede reformarse si alguna fracción de su cuerpo está separada del resto, y debe reformar completamente su cuerpo de un estado gaseoso antes de que pueda detonar por segunda vez.

## Otras versiones

### Casa de M: Maestros del Mal
Nitro aparece como miembro de los Maestros del Mal de Hood en la realidad de House of M. Es asesinado en la batalla por la Guardia Roja.

## Otros medios

### Televisión
- Nitro aparece en el episodio de Wolverine and the X-Men «Time Bomb», con la voz de Liam O'Brien. En esta serie, se lo representa como un mutante que acepta voluntariamente el confinamiento en una prisión gubernamental mutante dirigida por la División de Respuesta de Mutantes debido a su falta de control sobre sus habilidades increíblemente destructivas. Cuando los guardias intentan encerrarlo en una celda, él se resiste a decir que no puede estar cerca de otras personas. Luego huye del edificio hasta que está lo suficientemente lejos como para evitar dañar a nadie con la explosión masiva de energía que sigue. Sin embargo, todo este espectáculo es observado por el mutante Sapo que informa a Quicksilver sobre las habilidades destructivas de Nitro. Luego es retirado por la fuerza por la Hermandad de Mutantes, que quieren usar sus poderes destructivos para su beneficio. Primero lo usan para destruir los archivos de la División de Respuesta Mutante, luego se preparan para llevarlo a Genosha como una ofrenda a Magneto. Usan a Psylocke (que apenas puede bloquear telepáticamente sus poderes) para mantenerlo en control. Establece un entendimiento con la simpática Rogue debido a sus propios poderes incontrolados y su desacuerdo con las formas en que la Hermandad lo maneja. Sus poderes casi hacen que destruya tanto a la Hermandad como a los X-Men, aunque Tormenta puede suspenderlo en el aire mientras detona. La Hermandad se da cuenta de que es demasiado peligroso para tenerlo cerca y Nitro regresa voluntariamente al confinamiento donde se encuentra en una prisión especial para evitar que explote.[33]
- En la serie Agents of S.H.I.E.L.D. en la cuarta temporada, aparece un personaje similar, Tucker Shockley quien es un miembro de los Watchdogs, que actuó como mano derecha de su líder, Anton Ivanov. Él resultó ser un Inhumano, después de ser sometido a la Terrigénesis, durante un intento de convertir a la senadora Ellen Nadeer, creyendo que ella era uno de ellos, por lo que Shockley termina ganando la capacidad de explotar y regenerarse.

### Videojuegos
- Nitro aparece en Marvel: Ultimate Alliance 2, con la voz de Steve Blum. El juego se basa en la historia de la Guerra Civil. Nitro está dominado por Namorita y explota lo suficiente como para destruir un vecindario completo en Stamford.
- Nitro aparece como un jefe en el juego de Facebook Marvel: Avengers Alliance.